# National pipe thread

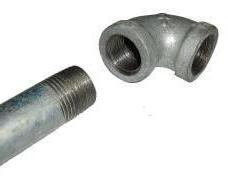
Un raccord NPT

Le National Pipe Tapered thread, abrégé en NPT, est une norme américaine pour les raccords hydrauliques. Il désigne la forme du filetage et la façon dont l'étanchéité est faite. Dans le cas du NPT, elle est assurée par un contact arête sur cône (filetage conique, tapered thread).
Les tailles les plus couramment utilisés sont ⅛, ¼, ⅜, ½, ¾, 1, 1¼, 1½, et 2 pouces. Elles sont définies par les standards ANSI et ASME standard B1.20.1
Ce type de raccord est notamment utilisé pour les brides à visser, en anglais il est nommé screwed flange.
On utilise aussi les termes MPT et FPT pour Male Pipe Thread et Female Pipe Thread.